# روبين ماهر
روبين ماهر (بالإنجليزية: Robyn Maher)‏ (6 أكتوبر 1959 في أستراليا - ) هي لاعبة كرة سلة أسترالية في مركز مدافع مسدد الهدف، شاركت في كأس العالم لكرة السلة للنساء 1994 وكأس العالم لكرة السلة للنساء 1979 وكأس العالم لكرة السلة للنساء 1983 وكأس العالم لكرة السلة للنساء 1998 وكأس العالم لكرة السلة للنساء 1986 والألعاب الأولمبية الصيفية 1984 والألعاب الأولمبية الصيفية 1988 والألعاب الأولمبية الصيفية 1996 وكأس العالم لكرة السلة للنساء 1990.

## وصلات خارجية
- روبين ماهر على موقع الاتحاد الدولي لكرة السلة (الإنجليزية)
- روبين ماهر على موقع الاتحاد الدولي لكرة السلة (الإنجليزية)
- روبين ماهر على موقع سبورتس رفرنس (الإنجليزية)
- روبين ماهر على موقع أوليمبيديا (الإنجليزية)
- روبين ماهر على موقع اللجنة الأولمبية الأسترالية (الإنجليزية)